# Cuacuba mariana
Espèce
Cuacuba mariana est une espèce d'araignées aranéomorphes de la famille des Theridiosomatidae.

## Distribution
Cette espèce est endémique du Minas Gerais au Brésil,. Elle se rencontre dans des grottes.

## Description
Le mâle holotype mesure 2,25 mm et la femelle paratype 3 mm, les mâles mesurent de 1,8 à 2,25 mm et les femelles de 2 à 3 mm.

## Publication originale
- Prete, Cizauskas & Brescovit, 2018 : Three new species of the spider genus Plato and the new genus Cuacuba from caves of the states of Pará and Minas Gerais, Brazil (Araneae, Theridiosomatidae). ZooKeys, no 753, p. 107-162 (texte intégral).